# Gustav Carl Moltke
Gustav Carl Moltke, auch Carl Gustav Moltke (* 23. August 1806 in Braunschweig; † 13. Juli 1887 in Oldenburg (Oldb)) war ein deutscher Theaterschauspieler und Theaterintendant.

## Leben
Moltke war der Sohn des weimarischen Kammersängers Carl Melchior Jacob Moltke (1783–1831). Er wuchs in Weimar auf und war mit Goethe bekannt. 1824 debütierte er als Schauspieler im Weimarer Hoftheater in Schillers Wilhelm Tell. danach arbeitete er in Magdeburg, Leipzig, Düsseldorf, Köln, Aachen und Lübeck. Seit 1833 wirkte er am Staatstheater in Oldenburg, wo er auch Regie führte. In der Spielzeit 1834/35 stand er in rund 60 verschiedenen Rollen auf der Bühne. 1857 wurde Moltke zum Direktor des Theaters in Oldenburg berufen. 1865 wurde eine Theaterkommission als Kontrollgremium eingesetzt, der auch Moltke angehörte. 1867 schied er als Theaterleiter aus, blieb aber weiterhin als Schauspieler in Oldenburg tätig. Gesellschaftlich engagierte sich Moltke, der einen bedeutenden Einfluss auf das Theaterleben in Oldenburg hatte, als Freimaurer und gehörte von 1876 bis 1887 dem Oldenburgischen Literarisch-geselligen Verein an.

## Familie
Moltke war zweimal verheiratet. Seine erste Frau war die Schauspielerin Louise, geb. Drechsler, geschiedene Oldenburg (1808–1839). Sie war 1826 in Frankfurt a. d. Oder engagiert, spielte danach in Rendsburg, Kiel, Altona, Hamburg, Hannover und Braunschweig, 1830 in Düsseldorf, dann in Aachen, 1831 wieder in Düsseldorf, wo das Paar 1832 heiratete. Mit ihrem Mann trat sie in Lübeck auf, von wo das Ehepaar im Herbst 1833 nach Oldenburg kam. Louise Moltke wirkte hier mit großem Erfolg, am 16. Juni 1839 stand sie zum letzten Mal auf der Bühne. Nach ihrem Tod heiratete Moltke 1841 Nannette (Nina) geb. Lay (Ley), später verehelichte Bellosa († 4. April 1899), die von 1840 bis 1847 in Oldenburg ebenfalls als Schauspielerin auftrat.